# Мірей Дарк
Міре́й Дарк (фр. Mireille Darc), справжнє прізвище Егроз (15 травня 1938, Тулон — 28 серпня 2017, Париж) — французька акторка, співачка, сценаристка та режисерка. За 20 років знялася в близько 50 кінострічках. Одна з найпопулярніших акторок французького кінематографу другої половини 1960-х — 1970-х. 
Найбільшого успіху їй принесли ролі в фільмах режисера Жоржа Лотнера, а популярність — ролі в комедіях «Високий блондин в чорному черевику» і «Повернення високого блондина», де її партнерами були П'єр Рішар і Жан Рошфор. Знімалася в кіно- і телефільмах у Франції, Італії, Іспанії, Великій Британії. У 1990-2000-х знімалася, в основному, на телебаченні. Крім роботи в кіно: грає в театрі, виступає як співачка, знімається в рекламі.

## Біографія та кар'єра

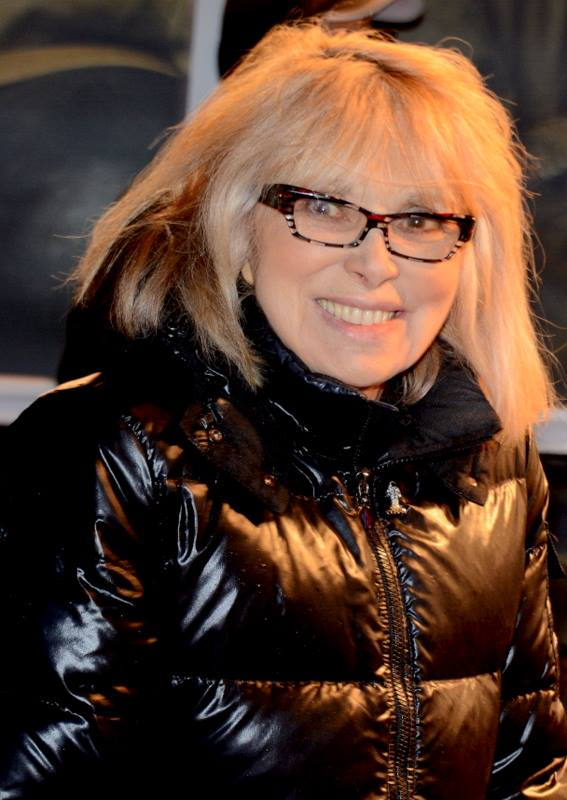
Мірей Дарк в 2014 році

Мірей Егроз народилася 15 травня 1938 року в Тулоні (Франція) у провінційній сім'ї молодшою з трьох дітей (мала ще два брати). Батько — садівник швейцарського походження, а мати керувала бакалією. 
Мірей з відзнакою закінчила консерваторію в рідному Тулоні (Conservatoire d'Art Dramatique de Toulon). З дитинства мріяла про сценічну кар'єру. У 1959 році переїхала в Париж, де спочатку працювала моделлю. Грала в спектаклі «Герой і солдат» за п'єсою Бернарда Шоу. У 1960 році дебютує на телебаченні («La grande Brétèche» — режисер Claude Barma, «Hauteclaire» — режисер Jean Prat і «l'Eté en Hiver» — режисер Франсуа Шале) у невеликих ролях і в кіно у фільмі Пуатрено «Привид». Потім знімалася в кількох незначних ролях. З 1962 року грала у театрі в п'єсах за творами Пітера Устінова («Фотофініш» (Photo finish)), Ніла Саймона («Босоніж по парку» (Barefoot in the Park / Pieds nus dans le parc)), Курцій Малапарте, Роберта Джеймса Воллера. Париж був її стихією. Провінційка швидко перетворилася на вишукану особу, не втративши своєї безпосередності. Першу велику роль отримує у фільмі Ле Шану «Месьє» (де її партнером був Жан Габен) (1964).

### Злет
Потім на Мірей звернув увагу кінорежисер Жорж Лотнер. Для фільму «Галя» Лотнер зажадав, щоб темноволоса кучерява Мірей перетворилася на платинову білявку. У 1965 році за роль в картині «Галя», де Мірей зіграла жінку, вільну від умовностей, жрицю вільного кохання, вона була удостоєна призу на фестивалі Мар-дель-Плата. Саме білявкою Мірей Дарк і полюбили французи. Акторка стала не менш популярною за Бріжит Бардо. А після фільмів «Крижані груди» і «Високий блондин в чорному черевику» Мірей Дарк стала втіленням жіночої привабливості не тільки у Франції.
З Жоржем Лотнером і почалася її справжня кар'єра, з ним вона співпрацювала в 13 картинах. У Франції акторку прозвали «La Grande sauterelle» за назвою однойменного фільму, що вийшов на екрани у 1967 році. Багато жінок намагалися наслідувати її у всьому: від зачіски до манер її героїнь.

### Бізнес
Наступний етап у житті акторки почався в 1969 році, коли вже популярна Мірей Дарк на зйомках стрічки «Джеф» познайомилася в Аленом Делоном, який розлучився на той час з Ромі Шнайдер і дружиною Наталі Делон. Вони зблизилися в житті і в професії, багато знімалися разом. Вона стане помічницею Делона по бізнесу (їздитиме по Європі, укладатиме контракти, шукатиме приміщення для нових магазинів) і його цивільною дружиною. 15 років стали для нього це рекордно тривалими стосунками. До Мірей дуже прив'язався син Делона Ентоні. 

### Перерва в кар'єрі
Кар'єра Мірей Дарк раптово перервалась на початку 1980-х. Акторка по дорозі на відпочинок до Італії потрапила в автокатастрофу, перенесла операцію на серці. Після того, як Мірей виписали з лікарні, у 1982 Делон покинув її заради молодої акторки Анн Парійо, що стало для неї ще одним важким ударом.
Після операції і розриву у житті Дарк починається чорна смуга. Акторка майже рік перебувала в депресії. 

### Повернення
Лише у другій половині 1990-х Мірей Дарк стала поступово повертатися до роботи. У 1983 виходить стрічка «Якщо вона скаже так, я не скажу ні». Повернення після великої перерви на телеекран (серіал «Обпалені серця») викликало велике здивування французів: здавалося, її краса не підвладна часу. 
Після 1984 року Дарк практично зовсім не знімається для великого кіно, більше захоплюючись театром, фотографією та астрологією. Вона пише сценарій за романом Катрін Панколь «Варварка» і режисує картину «Варварка», героїня якої Софі не знає, що таке любов. Працює на телебаченні, не тільки як акторка серіалів, але як і режисерка-кінодокументалістка.
З 1992 по 2007 Мірей Дарк знімає серію репортажів. У своїй творчості звертається до важких і гострих соціальних тем: проблеми донорства, проституції, захворювання на рак. 
У 1996 році зустрічає Паскаля Депре (Pascal Desprez), архітектора, який супроводжує її на всіх офіційних заходах. Згодом вони одружуються. 
У 2005 році Мірей стає Лицарем Почесного легіону Франції, отримавши нагороду з рук колишнього міністра економіки і фінансів Франції (1981–1984), голови Європейської комісії (1985–1995) Жака Делора. Публікує в тому ж році автобіографію «Поки битиметься моє серце» (Tant que battra mon coeur). 
У 2006 році Мірей Дарк отримує знак Почесного легіону від президента республіки пана Жака Ширака. Вона скрізь почесна і бажана гостя.

### Смерть
Померла 27 серпня 2017 року у Парижі. Про смерть Мірей Дарк повідомили її рідні, проте причин уточнювати не стали. Відомо лише, що ще у вересні 2016 року акторка пережила три інсульти, а після крововиливу в мозок втратила здатність говорити.
Похована 1 вересня у Парижі.

## Фільмографія
- 1960 Розваги / Les distractions … Maïa (Майя) — Франція-Італія, реж. Жак Дюпон
- 1960 Поряд із пеклом (ТБ) / Du côté de l'enfer … Jane (Жан)
- 1960 Привид / La revenante — Франція, реж. Жак Пуатрено
- 1961 Вуздечка на шиї / La Bride sur le cou … Marie-Jeanne (Марі-Жан) — Франція-Італія, реж. Роже Вадим, Жан Орель
- 1961 Померти від кохання / Mourir d'amour … Mariette (Маріет) — Франція, реж. Хосе Беназераф і Дані Фог
- 1961 Нові аристократи / Les nouveaux aristocrates … Milou Rivoire (Мілу Рівуар) — Франція, реж. Франсіс Ріго
- 1961 Hauteclaire (ТБ) / Hauteclaire … Hauteclaire Stassin (Отклер Стасен)
- 1961 Смертна кара? / Pena de muerte? — Іспанія, реж. Хосе Марія Форн
- 1962 Віржині / Virginie … Brigitte (Бріжит) — Франція, реж. Жан Буайє
- 1963 Lettre de Provins / Lettre de Provins … Récitante (оповідачка), озвучка
- 1963 Щасливчики / Veinards, Les … Jacqueline (Жаклін) — Франція, реж. Жан Жиро
- 1963 Пік-Пік / Pouic-Pouic … Patricia (Патрисія) — Франція, реж. Жан Жиро
- 1964 Месьє / Monsieur … Suzanne (Сюзан) — Франція-Італія-Німеччина, реж. Жан-Поль Ле Шануа
- 1964 Гра в ящик / Des pissenlits par la racine … Rockie La Braise (Рокі ля Брез) — Франція-Італія, реж. Жорж Лотнер
- 1964 Полювання на чоловіка / La chasse à l'homme … Georgina (Жоржіна) — Франція-Італія, реж. Едуар Молінаро
- 1964 Барбузи — секретні агенти / Les Barbouzes … Amaranthe (Амарант) — Франція-Італія, реж. Жорж Лотнер
- 1964 Повні люди, або як знизити свою вагу без втрати апетиту / Les durs à cuire ou Comment supprimer son prochain sans perdre l'appétit … Josette (Жозет) — Франція, реж. Жак Піното
- 1965 Любителі добре пожити / Les bons vivants … Marie Cruchet dite «Eloise» (Марі Крюш (Елоїза)) — Франція-Італія, реж. Жорж Лотнер і Жиль Гранже
- 1966 Галя / Galia … Galia (Галя)
- 1966 Сутичка в Панамі / Du rififi à Paname … Lili Princesse (принцеса Лілі) — Франція-Німеччина-Італія, реж. Дені де ла Пательер
- 1966 Zarabanda Bing Bing / Zarabanda Bing Bing … Polly (Поллі) — Іспанія-Італія-Франція, реж. Хосе Марія Форк
- 1966 Не будемо сваритися / Ne nous fâchons pas … Eglantine Michalon (Еглянтін Мішалон) — Франція, реж. Жорж Лотнер
- 1966 Красиві зуби / À belles dents … Eva Ritter (Ева Ріттер) — Франція-Німеччина, реж. П'єр Гаспар-Юї
- 1967 La grande sauterelle / La grande sauterelle … Salène (Сален) — Франція-Німеччина-Італія, реж. Жорж Лотнер
- 1967 Пекінська блондинка / La blonde de Pékin … Erica Olsen (Еріка Олсен) — Франція-Італія-Німеччина, реж. Ніколя Гесснер
- 1967 Грошовий подарунок / Fleur d'oseille … Catherine (Катрін) — Франція, реж. Жорж Лотнер
- 1967 Вікенд / Week End … Corinne Durand (Корін Дюран) — Франція-Італія, реж. Жан-Люк Годар
- 1968 На межі / Summit — Італія, реж. Джорджо Бонтемпо
- 1969 Джефф / Jeff … Eva (Ева) — Франція-Італія, реж. Жан Ерман
- 1969 Кидок в Монте-Карло / Monte Carlo or Bust! … Marie-Claude (Марі-Клод) — Велика Британія-Франція-Італія, реж. Кен Аннакін
- 1970 Борсаліно
- 1970 Вона не п'є, не курить, не пристає … але говорить! / Elle boit pas, elle fume pas, elle drague pas, mais … elle cause! … Francine (Франсін) — Франція, реж. Мішель Одіар
- 1970 Медлі / Madly … Agatha (Агата) — Франція-Італія, реж. Роже Каан
- 1971 Повернення набридливої комахи / Fantasia chez les ploucs … Caroline (Каролін) — Франція-Італія-Єгипет, реж. Жерар Пірес
- 1971 Нехай звучить цей вальс / Laisse aller … c'est une valse … Carla (Карла) — Франція, реж. Жорж Лотнер
- 1971 Жив-був поліцейський / Il était une fois un flic … Christine (Крістін) — Франція-Італія, реж. Жорж Лотнер
- 1972 Високий блондин у чорному черевику / Le grand blond avec une chaussure noire … Christine (Крістін) — Франція, реж. Ів Робер
- 1973 Шантаж / Il n'y a pas de fumée sans feu … Olga Leroy (Ольга Леруа) — Франція-Італія, реж. Андре Каятт
- 1973 Дипломатичний багаж / Valise, La … Françoise (Франсуаз)- Франція, реж. Жорж Лотнер
- 1974 О'кей патрон / O.K. patron … Mélissa (Мелісса) — Франція, реж. Клод Віталь
- 1974 Крижані груди / Les seins de glace … Peggy Lister (Пеггі Лістер) — Франція-Італія, реж. Жорж Лотнер
- 1974 Той, кого ти любиш / Dis-moi que tu m'aimes … Victoire Danois (Віктуар Дануа) — Франція, реж. Мішель Буарон
- 1974 Повернення високого блондина / Le retour du grand blond … Christine (Крістін) — Франція, реж. Ів Робер
- 1975 Рожевий телефон / Le téléphone rose … Christine (Крістін) — Франція, реж. Едуар Молінаро
- 1976 Комп'ютер похоронного бюро / L'ordinateur des pompes funèbres … Charlotte (Шарлот) — Франція-Італія, реж. Жерар Пірес
- 1977 Пасажири / Les passagers … Nicole (Ніколь) — Франція-Італія, реж. Серж Леруа
- 1977 Чоловік, що поспішає / L'homme pressé … Edwige (Едвіж) — Франція-Італія, реж. Едуар Молінаро
- 1977 Смерть негідника / Mort d'un pourri … Françoise (Франсуаза) — Франція, реж. Жорж Лотнер
- 1978 Злодюжки / Les ringards … Annie Garmiche (Анні Гарміш) — Франція, реж. Робер Пуре
- 1982 Ніколи до весілля / Jamais avant le mariage … Elisabeth (Елізабет) — Франція, реж. Даніель Чеккальді
- 1983 Якщо вона скаже «так» … я не скажу «ні» / Si elle dit oui … je ne dis pas non … Catheri (Катері) — Франція, реж. Клод Віталь
- 1984 Святкова вечеря у Боба / Réveillon chez Bob … Madeleine (Мадлен) — Франція, реж. Дені Граньє-Дефер
- 1987 Розпусне життя Жерара Флока / La vie dissolue de Gérard Floque … Jocelyne Domange (Жослін Доманж) — Франція, реж. Жорж Лотнер[5]
- 1992—1994: Опалені серця (ТБ) / Les coeurs brulés) — Франція, реж. Жан Сагольс
- 1995 Laura (ТБ) / Laura … Laura (Лаура)
- 1996 Земля індиго (серіал) / Terre indigo … Clélia Debarbera (Клелія Дебарбера)
- 1996 У мене з вами зустріч (ТБ) / J'ai rendez-vous avec vous … Agnès (Аньєс)
- 1997 Сафо (ТБ) / Sapho … Fanny (Фанні)
- 1997 Не пійманий, не злодій (ТБ) / Ni vue ni connue … Nicole Garrel (Ніколь Гаррель) — Франція, реж. П'єр Ларі
- 1997 Друг мого сина (ТБ) / L'ami de mon fils … Louise (Луїз)
- 1998 Дівчата Венсенна (ТБ) / Les filles de Vincennes … Marion (Маріон)
- 1999 Хамелеон 2: Портрет (ТБ) / Le portrait … Nicole Garrel (Ніколь Гаррель)
- 2003—2004 Френк Ріва (серіал) / Frank Riva … Catherine Sinclair (Катрін Сінклер) — Франція, реж. Патрік Жамен